# Banco (1983)
Banco è l'undicesimo album in studio del gruppo musicale italiano Banco del Mutuo Soccorso (accreditati solamente come Banco), pubblicato nel 1983 dalla CBS Records.
Il lavoro, un concept album sul tema del viaggio, ottenne un buon successo di vendite grazie al traino del singolo Moby Dick.

## Tracce
Testi e musiche di Francesco Di Giacomo, Vittorio Nocenzi e Gianni Nocenzi, eccetto dove indicato.
Lato A
1. Ninna nanna – 4:39
2. Lontano da – 3:50 (Francesco Di Giacomo, Vittorio Nocenzi, Gianni Nocenzi, Rodolfo Maltese)
3. Moby Dick – 5:18
4. Pioverà – 4:44

Lato B
1. Allons enfants – 4:18
2. Velocità – 5:30
3. Moyo ukoje – 5:14
4. Traccia tre – 2:45 (Vittorio Nocenzi, Gianni Nocenzi)

## Formazione
Gruppo
- Francesco Di Giacomo – voce
- Vittorio Nocenzi – voce, tastiere
- Gianni Nocenzi – tastiere, pianoforte
- Rodolfo Maltese – voce, chitarra elettrica
- Gianni Colajacomo – basso Fender
- Pierluigi Calderoni – batteria, percussioni, sintetizzatore

Altri musicisti
- Beppe Cantarelli – chitarra ritmica, arrangiamenti
- Toto Torquati – Fender Rhodes (brano: Pioverà)

Note aggiuntive
- Banco – produttori
- Beppe Cantarelli – produttore
- Rodolfo Bianchi – produttore
- Registrato al TM Studio di Roma, Italia, nel febbraio-giugno del 1983
- Lino Cerri – ingegnere della registrazione
- Mixato al Mulino Studio di Milano, Italia, nel luglio del 1983
- Banco – mixaggio
- Piero Bravin – mixaggio